# NGC 1055
NGC 1055는 고래자리에 있는 나선 은하이다. 측면나선은하이기도 하다.